# Владимир Стояноски
Владимир Стояноски (на македонска литературна норма: Владимир Стојаноски) е съдия от Северна Македония.

## Биография
Роден е на 16 юни 1962 година в Битоля, тогава във Федерална Югославия. Основно и средно образование завършва в Скопие, след което в 1988 година завършва Юридическия факултет на Битолския университет. Полага правосъден изпит в Скопие в 1991 година. Работи първо като сътрудник, след това като съветник и държавен съветник в правителството на Република Македония в периода 1992 - 2002 година. От 1998 до 2002 година е член на комисията за политическата система, а от юни 2001 година е член на Юридическия съвет на правителството на Република Македония.
В 2002 година започва работа във Фонда за земеделие като помощник-директор за финансовите и юридическите въпроси. От 2004 година е помощник-ръководител на сектора за финансова поддръжка на земеделието и развой на селските райони в Министерството на земеделието, горите и водното стопанство. В 2006 година става директор на Бюрото по криминалистика.
Избран е за съдия в Административния съд в 2007 година. През ноември 2008 година става член на изпитната комисия на Академията за обучение на съдии и прокурори.
На 13 септември 2010 година е избран за съдия във Върховния съд на Република Македония.
На 14 април 2011 година е избран за съдия в Конституционния съд на Република Македония.
След изтичането на деветгодишния му мандат в Конституционния съд, от 14 юни 2020 година продължава да изпълнява функциите на върховен съдия на Република Северна Македония.